# Kunstkamera
Kunstkamera (rusko: Кунсткамера) je prvi muzej v Rusiji. Ustanovil ga je Peter Veliki v stavbi Kunstkammere, ki je bila dokončana leta 1727. V njej je Muzej antropologije in etnografije Petra Velikega Ruske akademije znanosti (rusko: Музей антропологии и этнографии имени Петра Великого Российской академии наук), z zbirko skoraj 2.000.000 predmetov. Stoji  na Univerzitetskem nabrežju v Sankt Peterburgu, obrnjen proti Zimskemu dvorcu.

## Zgodovina
Kunstkamero je ustanovil Peter Veliki na obrežju Neve. Stolpičasta baročna stavba Kunstkamere, ki jo je zasnoval Georg Johann Mattarnovy, je bila dokončana leta 1727. Temeljni kamen je bil postavljen leta 1719. Ime Kunstkamera izhaja iz nemščine in dobesedno pomeni 'umetniška soba'.
Peterov muzej je bil kabinet posebnosti, namenjen ohranjanju »naravnih in človeških posebnosti in redkosti«, zelo tipična vrsta zbirke v tem obdobju. Carjeva osebna zbirka, ki je bila prvotno shranjena v Poletni palači, vsebuje velik izbor človeških in živalskih plodov z anatomskimi pomanjkljivostmi, ki jih je Peter videl leta 1697 ob obisku Fredericka Ruyscha in Levinusa Vincenta. Temeljna ideja njihovih kunstkammer je bila pridobiti popolno znanje o svetu. Zdi se, da je nizozemsko besedo kunst-kamer leta 1680 uvedel kirurg Stephanus Blankaart.
Kunstkamera Petra Velikega je pogosto videti kot naključna zbirka neskladnih redkosti, vendar se zdi, da so jih zbirali sistematično v skladu z natančno določenim načrtom. Petra je zanimala predvsem naturalnost, ne pa tako imenovana nepristnost. Peter je spodbudil raziskovanje deformacij, vse skupaj pa je poskušal razvezati praznoveren strah pred pošastmi. Izdal je ukaze, da se iz carstva v zbirko pošiljajo nepravilno rojeni, še nerojeni dojenčki. Nato jih je predstavil v Kunstkameri kot primere naravnih nesreč.
Leta 1716 je Peter v Kunstkameri ustanovil kabinet mineralov, kjer je odložil zbirko 1195 mineralov, ki jih je kupil od Gotvalda, zdravnika iz Danziga. Zbirka je bila obogatena z ruskimi minerali. Bil je predhodnik Mineralnega muzeja Fersman, ki ima zdaj sedež v Moskvi.
Številne predmete so v Amsterdamu kupili farmakolog Albertus Seba (1716) in anatom Frederik Ruysch (1717) in so bili osnova za Akademijo znanosti. Kunstkamera je bila posebej zgrajena za hrambo teh dveh obsežnih zbirk. Tretja pridobitev je prišla od Jacoba de Wildea, zbiratelja draguljev in znanstvenih instrumentov. Za nakup so bili zaslužni glavni zdravnik carja Robert Erskine in njegov tajnik Johann Daniel Schumacher.

## Muzej antropologije in etnografije
V 1830-ih so zbirke Kunstkamere razpršili v novoustanovljene carske muzeje, najpomembnejši pa je bil Muzej antropologije in etnografije Petra Velikega, ustanovljen leta 1879. Zbirka ima približno 2.000.000 predmetov in je znana kot muzej Petra Velikega od leta 1903 (z namenom razlikovanja starejšega muzeja od Ruskega muzeja etnografije).
Prvotno so obstajali ločeni muzeji za antropologijo in etnografijo, vendar je bilo 5. decembra 1878 sklenjeno, da jih združijo v en sam muzej, z Leopoldom Schrenkom imenovanim za direktorja 10. novembra 1879. (Peter Leopold von Schrenck (rusko Леопольд Иванович фон Шренк; 1826 – 8. januar 1894) je bil ruski zoolog, geograf in etnograf.) Šele leta 1887 je muzej dokončno dobil lastne razstavne prostore, pritrjene na Kunstkamero v Tamozhennyi pereulok. 23. septembra 1889 so odprli prvo razstavo enotnega muzeja.
Eden najbolj srhljivih eksponatov je glava Willema Monsa, brat dolgoletne ljubice Petra Velikega Anne Mons. Leta 1747 so se nekateri predmeti izgubili v požaru. Muzej hrani 78 akvarelov perujskega umetnika Pancha Fierra, največje zbirke zunaj Peruja. Te je Schrenk prinesel po njegovem obisku tam leta 1854.

### Literatrura
- Vladimir Romanovich Arsenyev. 1999. Le musée d'Anthropologie et d'Ethnographie Pierre-le-Grand à Saint-Pétersbourg. Cahiers d'Études africaines 39, no. 155/156: 681–699.